# Cosmic Ark
Cosmic Ark es un videojuego para la plataforma Atari 2600 diseñado por Rob Fulop y publicado por Imagic en 1982. El juego está vagamente relacionado con Imagic's Atlantis, en el que aparece la misma pequeña nave espacial en ambos juegos. El objetivo es reunir especímenes de diferentes planetas en una nave espacial que contiene los sobrevivientes de la ciudad de Atlántida.
Hay dos versiones del cartucho. Uno le permite al jugador alternar la pantalla de starfield con el interruptor de TV en blanco y negro / color. En el otro, el campo de estrellas no se puede desactivar.

## Jugabilidad
En la primera etapa, el jugador debe defenderse de las lluvias de meteoritos desde los cuatro lados de la pantalla presionando el joystick para disparar en la dirección deseada, similar al juego de arcade de 1980 Space Zap. La segunda etapa requiere que el jugador pilote una lanzadera a un planeta y use su rayo tractor para recoger formas de vida. Mientras estén cerca de la superficie del planeta, las defensas planetarias dispararán al transbordador. Si se golpea, se liberará un espécimen previamente capturado, lo que obligará al jugador a recuperar otro. Después de un período de tiempo determinado, un klaxon avisará de la actividad renovada de los meteoritos, y el jugador debe regresar inmediatamente para defender el arca.
Cosmic Ark no proporciona un número determinado de vidas. En cambio, el arca del jugador comienza con 40 unidades de combustible, que se pierden con cada golpe de meteorito o disparo, y se obtienen destruyendo un meteoro o capturando una forma de vida. Capturar ambas formas de vida de un planeta antes de que el klaxon de advertencia llene las reservas de combustible. Si el arca se queda sin energía, el próximo golpe que se tarde en terminar el juego.
Al igual que su predecesora, la Atlántida, Cosmic Ark termina con la destrucción del Arca, pero la nave más pequeña se escapa. Este hilo argumental no continuó en otros juegos de Imagic.

## Desarrollo
De acuerdo con Fulop, el juego fue creado en su totalidad como una hazaña de habilidad técnica superior: para mostrar el impresionante efecto starfield de fondo a los programadores de Activision David Crane y Bob Whitehead. El efecto starfield utiliza un error en el hardware Atari 2600.